# Manetka rowerowa

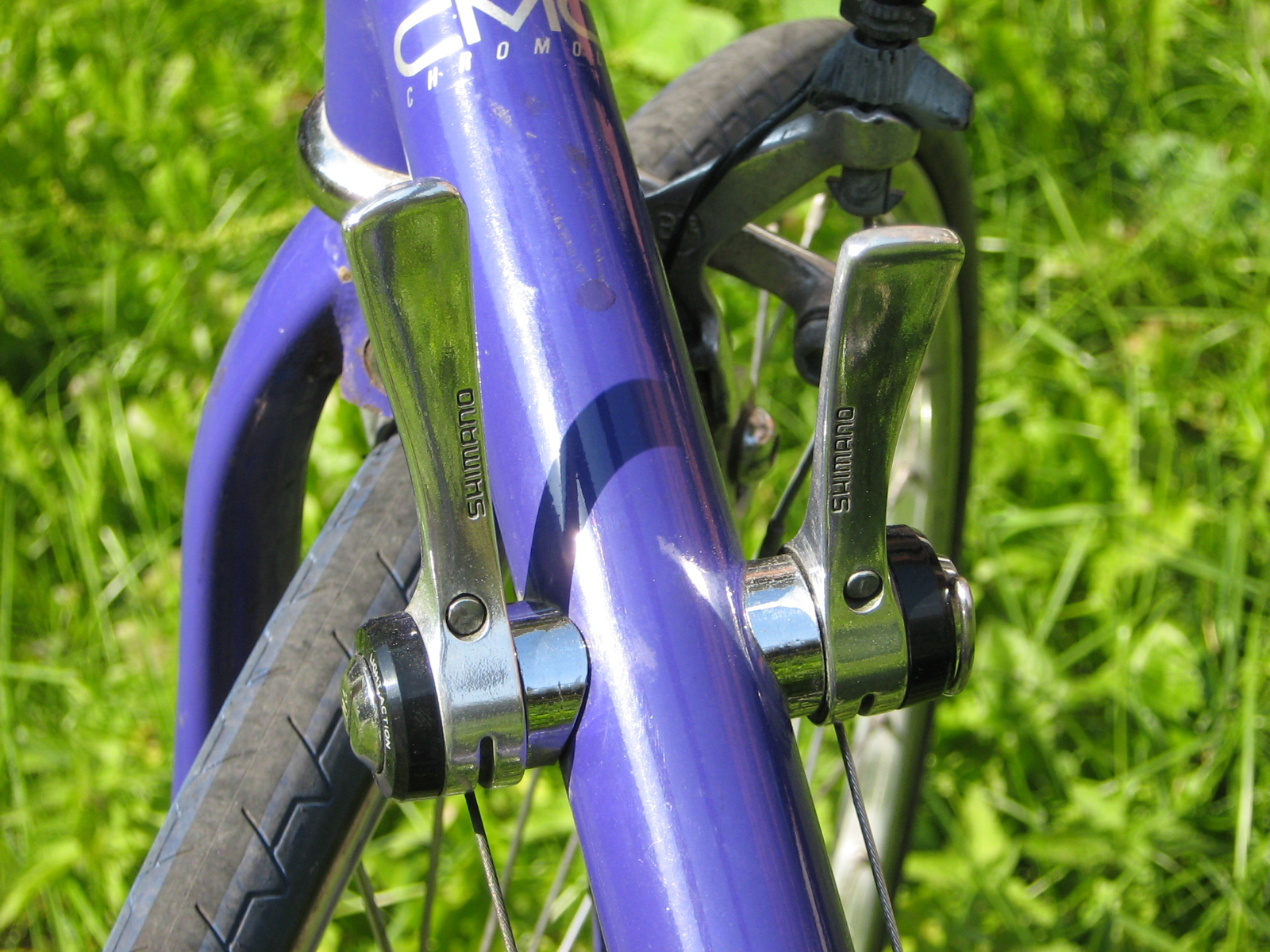
Manetki Shimano SIS

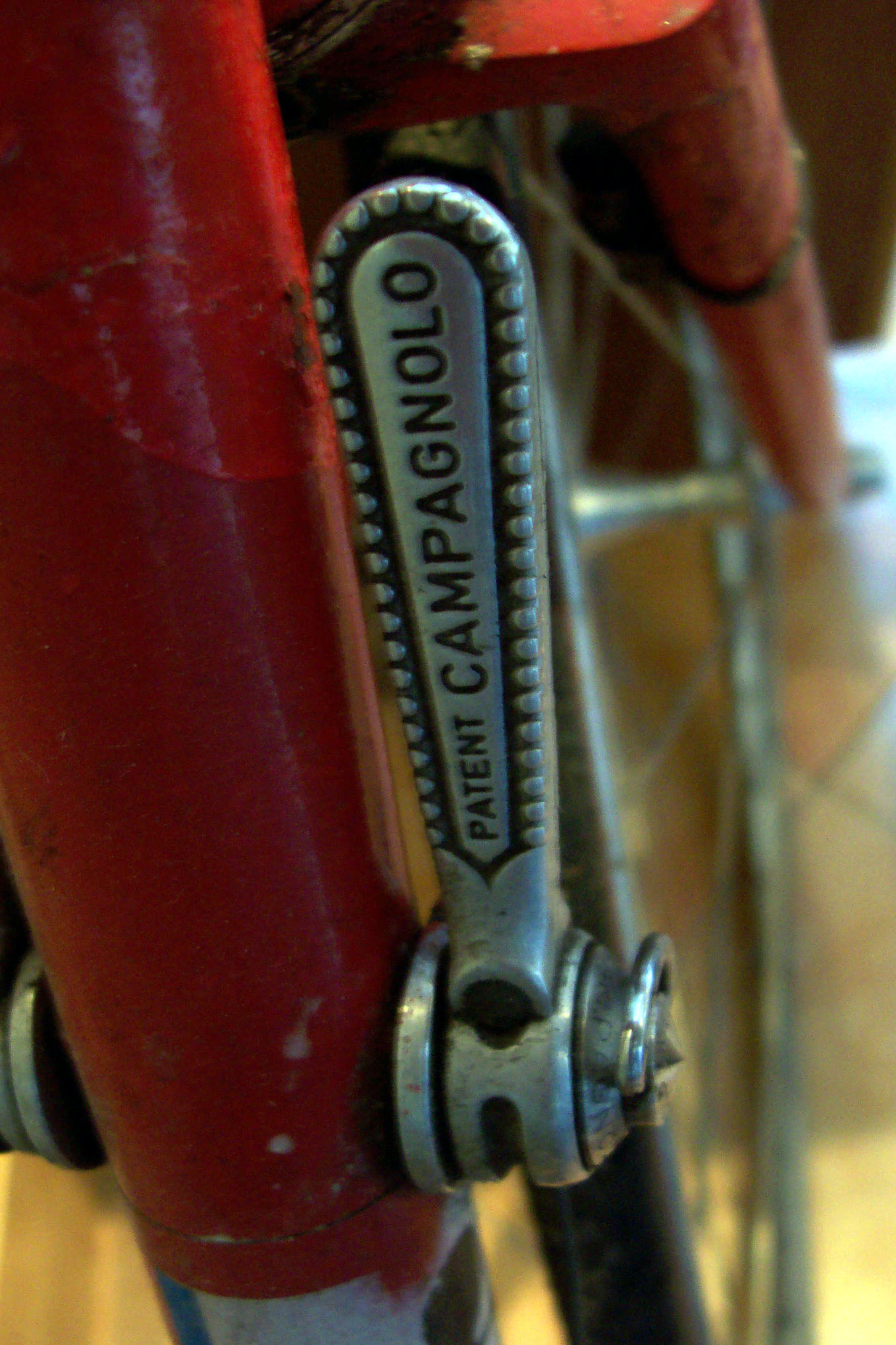
Manetka Campagnolo

Manetka rowerowa – część układu napędowego roweru sterująca pracą przerzutki i przekładni, przy pomocy której przełącza się w nim biegi.
Manetki są zwykle montowane na kierownicy lub, obecnie znacznie rzadziej, na dolnej rurze ramy (w konstrukcjach szosowych) – stosowania tego rozwiązania praktycznie zaprzestano z powodu bezpieczeństwa oraz wygody obsługi klamkomanetek. Istnieją także
konstrukcje zwane klamkomanetkami, które są połączeniem manetek
z klamkami hamulcowymi.

## Zasada działania
Mimo wielkiej rozmaitości różnych konstrukcji manetek ich zasada działania jest w przeważnie taka sama. Mają za zadanie wyciągać lub popuszczać linkę sterującą biegnącą do przerzutki lub przekładni, o ściśle określoną długość, co powoduje konkretne przemieszczenie się wózka lub prowadnicy przerzutki, co z kolei wymusza przeskok łańcucha z jednej zębatki na drugą. Niektóre rodzaje manetek
posiadają oprócz tego indykatory – czyli mechaniczne lub nawet elektroniczne
wyświetlacze pokazujące aktualnie wybrany bieg.
Istnieją także manetki sterujące przerzutkami drogą radiową lub hydraulicznie, stanowią one jednak raczej ciekawostkę techniczną i jak dotąd nie weszły do
powszechniejszego użycia.

## Indeksowanie
W starych typach manetek zmian przełożeń dokonywało się płynnie, kręcąc nimi na „wyczucie”. Obecnie nawet najtańsze manetki są indeksowane, co znaczy, że pracują skokowo. Przy każdym przełączeniu manetki z jednego biegu na drugi musi ona wyciągać lub popuszczać ściśle określoną długość linki. Jednocześnie sama przerzutka musi być na tyle precyzyjnie skonstruowana, aby zachować stałe proporcje przesuwania wózka w stosunku do długości wybieranej lub popuszczanej linki w całym zakresie pracy przerzutki.
W większości przerzutek przyjął się standard indeksacyjny narzucony przez firmę Shimano, w którym zmiana długości linki o 1 mm powoduje przesunięcie wózka przerzutki lub prowadnicy przekładni w poziomie o dokładnie 2 mm. Dzięki tej normie można w zasadzie do każdej przerzutki zastosować każdy rodzaj manetki, o ile tylko liczba pozycji na manetce zgadza się z liczbą tylnych zębatek. Jedynym odstępstwem od tego są przerzutki produkcji firmy Sram z serii ESP, w których 1 mm wyciągniętej linki odpowiada 1 mm przesunięcia wózka. Przerzutki te wymagają zastosowania odmiennych manetek.
W przypadku przekładni praktycznie każda indeksowana manetka pasuje do każdej przekładni, o ile liczba pozycji na manetce zgadza się z liczbą przednich zębatek.

### Konstrukcje i typy manetek
Istnieje wielka rozmaitość konstrukcji manetek i każdy producent stara się ciągle wymyślać coś nowego. Można jednak w tym bogactwie wyróżnić typy manetek:

#### Manetki dźwigniowe
Jest to najprostsza możliwa konstrukcja składająca się z małej dźwigienki, która porusza wałkiem, dookoła którego okręca się linka. Dźwigienkę przesuwa się palcami. Po zmianie przełożenia dźwigienka jest utrzymywana w miejscu dzięki zapadce lub, w najtańszych modelach, po prostu dzięki sile tarcia. Poważną wadą tej konstrukcji jest związana z nią niewygoda. Do przesuwania dźwigienki potrzeba zazwyczaj dość dużo siły dla pokonania oporów tarcia lub oporów zapadki – które muszą być większe od siły potrzebnej do pokonania oporów sprężyny przerzutki lub przekładni. Zaletą tych manetek jest możliwość szybkiej zmiany wielu biegów naraz jednym ruchem kciuka, gdy manetka zamontowana jest na kierownicy. W starszych rowerach szosowych manetki te były montowane na ramie, co wymuszało odrywanie ręki od kierownicy w trakcie zmiany biegu.

#### Manetki typu „E-Z”
Składają się one z dwóch dźwigienek. Linka jest tutaj również okręcona na wałku, jednak nie jest on bezpośrednio połączony z dźwigienkami, lecz poprzez dość złożony mechanizm wyciągająco-zwalniający. Jedna z dźwigienek służy do zwalniania zapadki blokującej ruch wałka, dzięki czemu po jej lekkim naciśnięciu następuje zwolnienie wypuszczenia linki o jedną pozycję indeksacyjną. Przy pomocy drugiej dźwigienki wymusza się ruch wałka, w kierunku wciągania linki (maksymalnie o trzy pozycje indeksacyjne). Manetki te są znacznie wygodniejsze w użyciu od zwykłych manetek dźwigienkowych, ale posiadają znacznie bardziej skomplikowaną od nich konstrukcję. Ich zalety są jednak na tyle duże, że rozpowszechniły się one bardzo i powstało wiele ich odmian. Są to:

##### Manetki „Rapid-Fire”

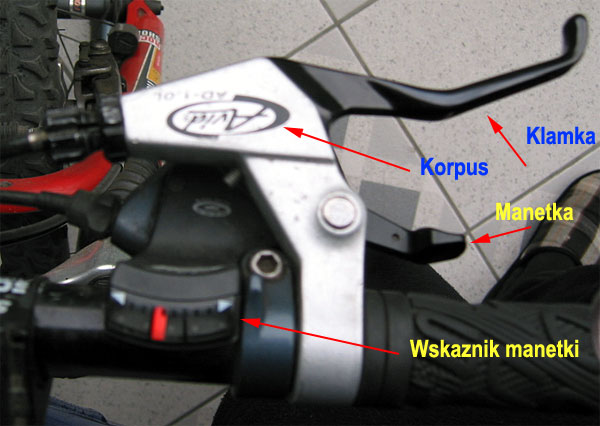
Manetka E-Z

Używane są w rowerach górskich, produkcji Shimano, występujące we wszystkich wyższych grupach osprzętu tej firmy. Manetki te montuje się na kierownicy, pod klamkami hamulcowymi. Obie dźwigienki znajdują się pod kierownicą i steruje się nimi przy pomocy kciuka i palca wskazującego bez konieczności odrywania rąk od kierownicy, a nawet od klamek hamulcowych. Występują one także w formie zintegrowanych klamkomanetek.

##### Manetki „Trigger”
Konkurencyjna do manetek Rapid-Fire konstrukcja firmy SRAM. Do zmiany przełożeń także wykorzystuje dwie dźwignie, lecz o ile w manetkach Shimano małą dźwignię obsługuje się palcem wskazującym, o tyle w przypadku Triggerów obsługa sprowadza się korzystania wyłącznie z kciuka.

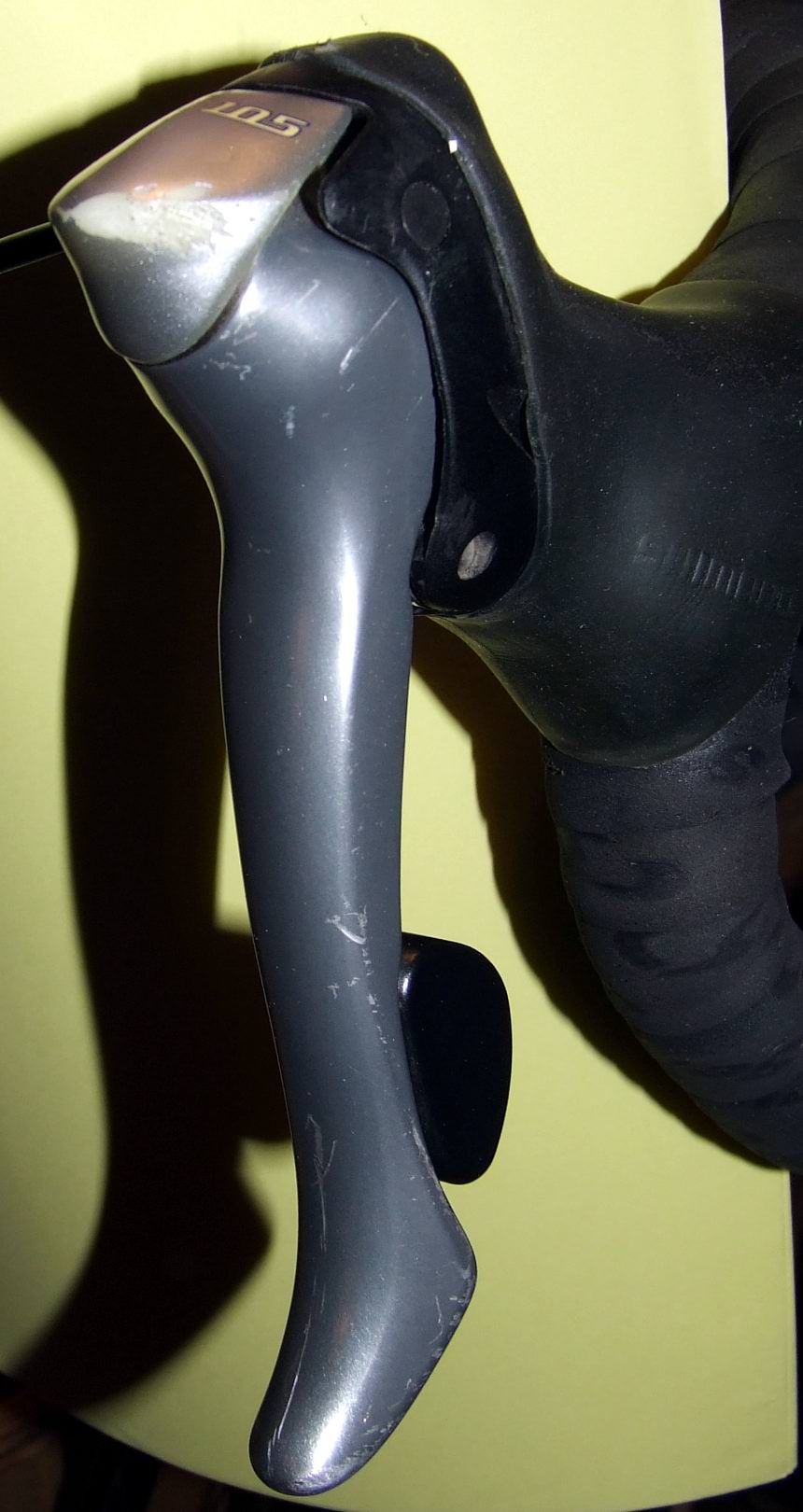
Klamkomanetka szosowa

##### Klamkomanetki szosowe
Manetki są tu zintegrowane z klamkami hamulcowymi, a właściwie są w nie wbudowane. Klamka oprócz możliwości dociskania jej do kierownicy – co powoduje hamowanie – porusza się także lekko do środka. Ruch linki uzależniony jest od głębokości naciśnięcia dźwigni: głębsze powoduje wyciąganie linki przerzutki, a płytsze powoduje zwolnienie zapadki i wypuszczenie linki. W starszych modelach wewnątrz klamki ukryta była mała dźwigienka zwalniająca, a wyciąganie linki odbywało się przez ruch klamką w kierunku ramy. Klamkomanetki szosowe produkuje Shimano i Campagnolo oraz Sram od 2007 roku.

##### Manetki „DoubleTap (FlatBar)”
Manetki firmy Sram skierowane do użytkowników rowerów szosowych wyposażonych w proste kierownice, przez co wykorzystywane także w rowerach górskich. Charakteryzują się obecnością tylko jednej dźwigni służącej do zmiany przełożeń. W zależności od kąta, o jaki zostanie obrócona, manetka zmienia biegi w górę lub w dół.

##### Manetki końcowe
Zakłada się je na końce rogów kierownicy, w rowerach szosowych oraz górskich. Ich konstrukcja jest bardzo podobna do manetek „Rapid-Fire”, tyle że dźwigienki są tutaj ustawione prostopadle do rogów, dzięki czemu można je obsługiwać kciukiem bez odrywania rąk od końców ramy, co umożliwia stałe utrzymywanie sylwetki aerodynamicznej na rowerze.

#### Manetki obrotowe

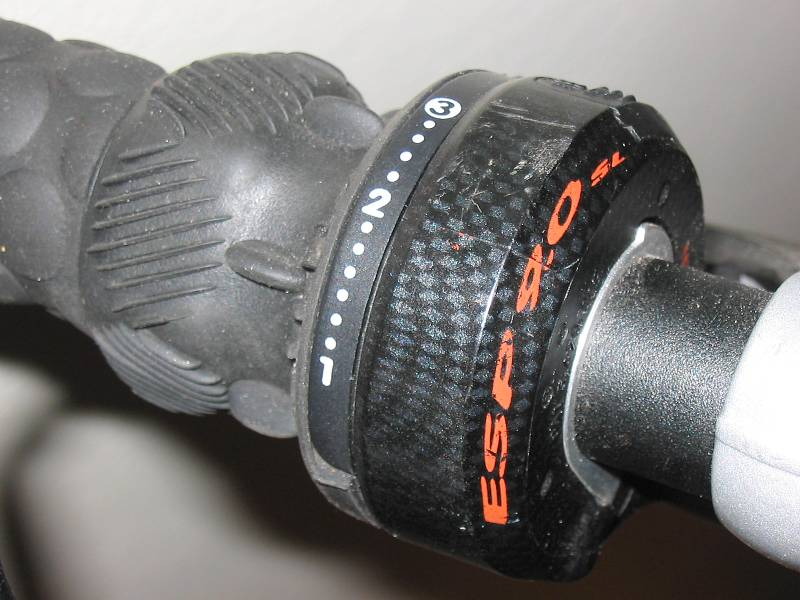
Manetka obrotowa

##### Konstrukcja i działanie
Składają się z dwóch pierścieni i bębenka. Zakłada się je na kierownicę w miejscu, gdzie normalnie łączy się klamka hamulcowa z rączką kierownicy. Zewnętrzny pierścień obraca się względem wewnętrznego i powoduje ruch bębenka, na którym jest opleciona linka sterująca. Kręcąc pierścieniem w jedną stronę, wyciąga się linkę, a kręcąc w drugą – luzuje. Powierzchnia zewnętrznego pierścienia jest pokryta zwykle chropowatą gumą i zazwyczaj prawie niedostrzegalnie łączy się z rączką kierownicy.

##### Historia
Manetki obrotowe zostały wypuszczone na rynek po raz pierwszy przez firmę Sram w latach 80. pod nazwą „Grip Shift”. Dostępne są we wszystkich grupach wyposażenia tej firmy – włącznie z najwyższą „X.0”. Podobnego rodzaju manetki produkuje również firma Shimano pod nazwą „Revo-Shift”, są one jednak dostępne tylko w tańszych grupach osprzętu tej firmy.

##### Zalety
- prostota konstrukcji,
- bardzo intuicyjna obsługa – ponieważ manetka jest połączona z rączką, możliwa jest zmiana biegów bez odrywania rąk od kierownicy,
- możliwość szybkiej zmiany biegów jednym ruchem dłoni poprzez wszystkie pozycje indeksacyjne[2],
- mikroindeksacja przedniej przerzutki (przekładni), dzięki której można ustawić ją w dowolnej pozycji, co uniemożliwia ocieranie łańcucha o prowadnicę, a także upraszcza regulację[1].

##### Wady
- w odróżnieniu od manetek „Rapid-Fire”, niemożliwe jest jednoczesne zmienianie biegów i hamowanie,
- tańsze manetki obrotowe do zmiany biegów wymagają użycia dość dużej siły (zwłaszcza przy wyciąganiu linki), ale robi się to całą dłonią, a nie tylko palcami,
- możliwość niechcianej zmiany biegów przy zbyt kurczowym trzymaniu kierownicy włącznie z manetką i jeździe po dużych wertepach.

### Montowanie manetek
Montowanie manetek dźwigienkowych jest bardzo proste. Należy je zwykle najpierw przykręcić do kierownicy lub ramy, a następnie przepleść przez nie linkę sterującą. Linki sterujące posiadają standardowe zakończenia, które pasują do każdej manetki. W niektórych tańszych manetkach trzeba najpierw przepleść linkę, a potem dopiero przykręcić manetkę do kierownicy, co jest uciążliwe przy wymianie linek.
Montowanie manetek obrotowych jest nieco trudniejsze. Do kierownicy trzeba najpierw przykręcić klamkę hamulcową. Potem trzeba częściowo rozkręcić manetkę i przepleść przez bębenek linkę. Następnie trzeba wsunąć, a właściwie zwykle wcisnąć manetkę na właściwe miejsce, przykręcić specjalną śrubką dociskową i na koniec wcisnąć na kierownicę rączkę, którą zwykle wcześniej należy przyciąć do odpowiedniej długości. Niektóre, droższe manetki obrotowe (np. ESP 9.0) mają na szczęście możliwość wymiany linki bez konieczności rozkręcania manetki, większość tanich wymaga jednak każdorazowego zdejmowania i rozkręcania manetek przy wymianie linek.
Większość manetek nie wymaga specjalnej obsługi, oprócz wymieniania linek. Niektóre (np. szosowe klamkomanetki) wymagają okresowego czyszczenia i smarowania.
O regulacji manetek i ich synchronizowaniu z przerzutkami można przeczytać pod hasłami – przerzutka rowerowa i przekładnia rowerowa.